# Баклан білоплечий
Баклан білоплечий (Leucocarbo nivalis) — вид сулоподібних птахів родини бакланових (Phalacrocoracidae). Раніше вважався підвидом баклана імператорського (Leucocarbo atriceps).

## Поширення
Птах гніздиться на антарктичному острові Герд. Поза сезоном розмноження більшість часу проводить у морі.

## Опис
Птах завдовжки 75-77 см, розмахом крил до 120 см, вагою — до 3 кг. Самці більші за самиць. Більша частина тіла вкрита оперенням чорного кольору. Живіт, груди, щоки та вуха білі. Над основою дзьоба є помаранчевий карункул. Навколо очей є блакитне кільце. Дзьоб темно-коричневий.

## Спосіб життя
Живиться дрібною рибою і морськими безхребетними. За здобиччю пірнає на глибину до 25 м (максимальна глибина 60 м). Сезон розмноження триває в період з листопада по лютий. Створює моногамні пари на сезон. Гніздиться на землі на виступах і вершинах крутих скель у колоніях від 10 до сотні птахів. Гнізда будує з гуано, болота, водоростів і трави. Відкладає до 5 яєць (переважно 2—3 яйця).